# Tierra de Peñaranda
La Tierra de Peñaranda és una comarca de la província de Salamanca (Castella i Lleó). Els seus límits no es corresponen amb una divisió administrativa, sinó amb una denominació històric-tradicional. Comprèn 25 municipis: Alaraz, Alconada, Aldeaseca de la Frontera, Bóveda del Río Almar, Cantaracillo, El Campo de Peñaranda, Macotera, Malpartida, Mancera de Abajo, Nava de Sotrobal, Paradinas de San Juan, Peñaranda de Bracamonte, Rágama, Salmoral, Santiago de la Puebla, Tordillos, Ventosa del Río Almar, Villar de Gallimazo i Zorita de la Frontera, als quals cal afegir Cantalapiedra, Cantalpino, Palaciosrubios, Poveda de las Cintas, Tarazona de Guareña i Villaflores, que pertanyen a la subcomarca de Las Guareñas.